# 金轮镇
金轮镇，是中华人民共和国四川省德阳市广汉市下辖的一个乡镇级行政单位。2019年12月，撤销兴隆镇，将其所属行政区域划归金轮镇管辖。

## 行政区划
金轮镇下辖以下地区：
场镇社区、金角村、四正村、五里村、塔园村、柳红村、马嘶村、金安村和桂花村。